# Konstans I.
Konstans I. (između 320. i 323. – veljača 350.), rimski car.
Punim imenom Flavius Julius Constans, najmlađi je sin Konstantina I. Velikog i njegove druge žene Fauste, a od 337. do 350. bio je rimski car. 
Dok je bio u lovu časnik Magnencije proglašava se carem u južnoj Galiji kod Elne, Konstansa I. zarobljava kod Kastela Helene u Pirinejima i tu ga ubija.